# Calytrix
Calytrix ist eine Pflanzengattung innerhalb der Familie der Myrtengewächse (Myrtaceae). Alle der mindestens 90 Arten kommen ausschließlich in Australien vor, dort werden einige Arten „Starflowers“ oder „Fringe-myrtles“ genannt.

## Beschreibung

### Erscheinungsbild und Blätter
Calytrix-Arten wachsen als immergrüne Sträucher, die Wuchshöhen von 0,1 bis 3 Meter erreichen. Sie enthalten ätherische Öle. Die oberirdischen Pflanzenteile sind behaart oder kahl. Die Knospen können Knospenschuppen besitzen.
Die meist wechselständig, seltener gegenständig oder wirtelig (siehe auch Artepitheton Calytrix verticillata) an den Zweigen angeordneten Laubblätter sind gestielt oder sitzend. Die krautigen oder ledrigen, einfachen, winzigen bis relativ kleinen Blattspreiten sind drüsig punktiert und duften aromatisch. Wenn Nebenblätter vorhanden sind, dann sind sie sehr klein.

### Blütenstände, Blüten und Bestäubung
Die reduzierten Blütenstände enthalten nur eine Blüte auf einem Blütenstandsschaft in den Blattachseln. Jede Blüte steht über einem Paar haltbaren oder schnell vergänglichen Deckblättern, die untereinander verwachsen sein können.

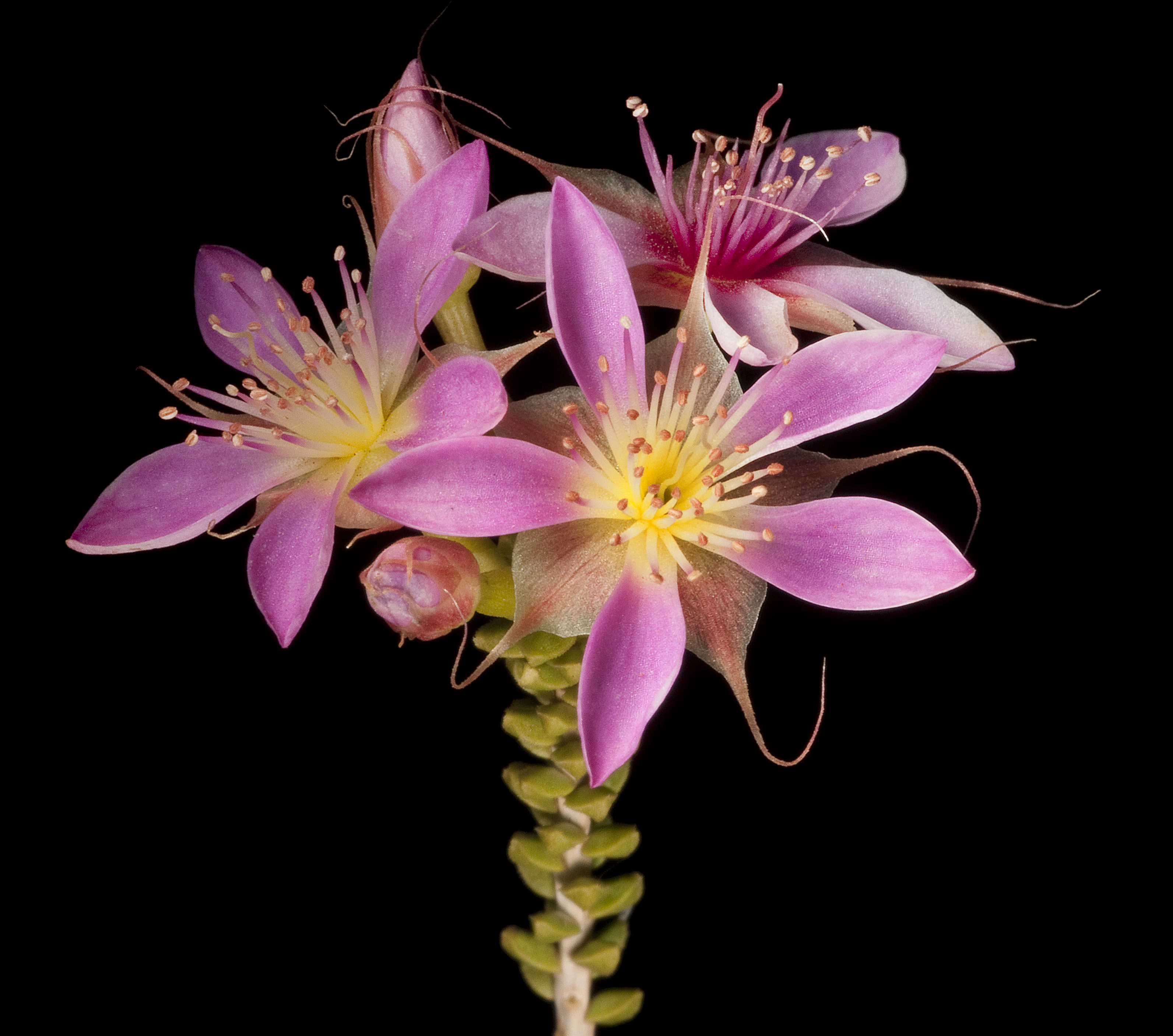
Calytrix carinata

Die relativ kleinen bis mittelgroßen, zwittrigen Blüten sind radiärsymmetrisch und meist fünfzählig mit doppelter Blütenhülle. Der freie Blütenbecher (Hypanthium) ist röhrenförmig und meist lang, er kann mit dem Griffel verwachsen sein. Die fünf haltbaren, freien oder verwachsenen Kelchblätter sind ausgebreitet und am oberen Ende ausgerandet oder meist lang spitzzulaufend oder begrannt. Bei Calytrix ecalycata (siehe auch Artepitheton) sind keine Kelchblätter vorhanden. Die meist fünf freien, kurz genagelten Kronblätter sind ganzrandig, elliptisch, eiförmig oder länglich. Die Kronblätter umhüllen meist den unteren Bereich des Stempels. Bei Calytrix ecalycata sind nur vier Kronblätter vorhanden. Die Farben der Blütenkronblätter sind weiß bis gelb, rosa- bis purpurfarben. Die Staubblätter sind in der Knospe meist gerade oder selten jeweils wenige nach innen gekrümmt. Die meist vielen (6 bis 150) gleichen Staubblätter sind in einem oder mehreren Kreisen angeordnet und entwickeln sich zentripetal. Die fadenförmigen Staubfäden sind am Rand des Blütenbechers inseriert, untereinander frei und nicht mit den Kronblättern verwachsen. Die gleich aussehenden Staubbeutel öffnen sich mit longitudinalen Schlitzen und überragen die Kronblätter. Es ist ein Diskus vorhanden. Zwei Fruchtblätter sind zu einem unterständigen, einkammerigen Fruchtknoten verwachsen. In mehr oder weniger basaler Plazentation sind meist zwei anatrope Samenanlagen angeordnet. Nur bei Calytrix praecipua sind drei oder vier Samenanlagen und eine Spur eines Septums vorhanden. Der haltbare, schlanke Griffel endet in einer meist kleinen Narbe.
Die Bestäubung erfolgt durch Insekten (Entomophilie) oder Vögel (Ornithophilie).

### Früchte und Samen
Die trockenen Schließfrüchte sind einsamige Nussfrüchte. Der Blütenbecher und der dann dunkelrote bis purpurfarbene Blütenkelch umhüllen die Früchte. Die Samen besitzen eine häutige Samenschale (Testa) und enthalten einen geraden, mehr oder weniger schmal verkehrt-eiförmigen Embryo mit zwei kurzen Keimblättern (Kotyledonen), die am oberen Ende des verdickten Hypocotyls planokonvex sind; es ist kein Endosperm vorhanden.

### Chromosomenzahl
Die Chromosomengrundzahl beträgt n=11. Bei vielen Arten liegt Diploidie und bei manchen Tetraploidie vor, also 2n=22 oder 44.

## Verbreitung und Gefährdung
Die Gattung Calytrix ist mit allen Arten ausschließlich in Australien weitverbreitet, sie fehlt nur im Südosten des Kontinents.
Als „Endangered“ = „stark gefährdet“ bewertet wird Calytrix breviseta (subsp. breviseta) und als „Vulnerable“ = „gefährdet“ eingestuft wird Calytrix gurulmundensis.

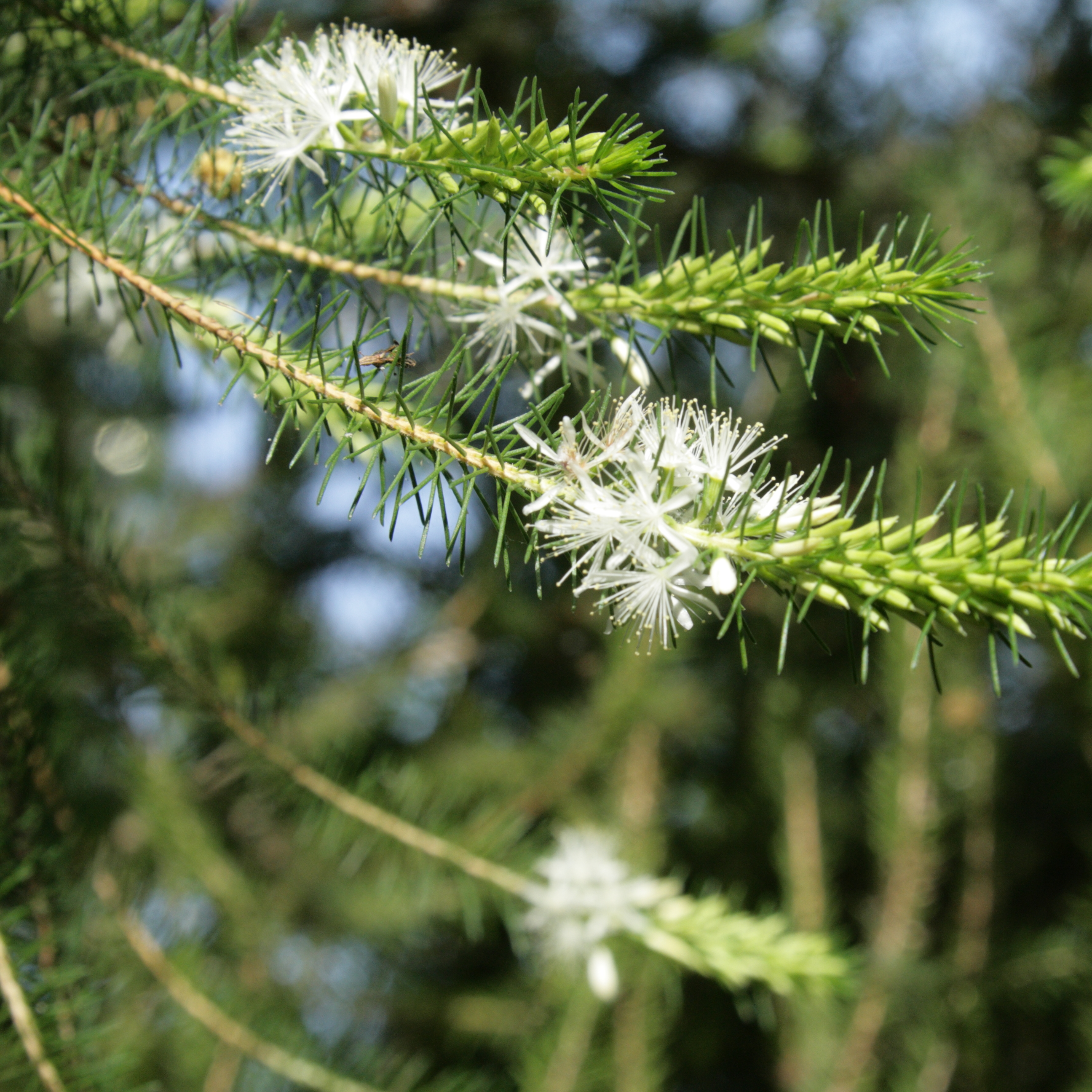
Calytrix acutifolia

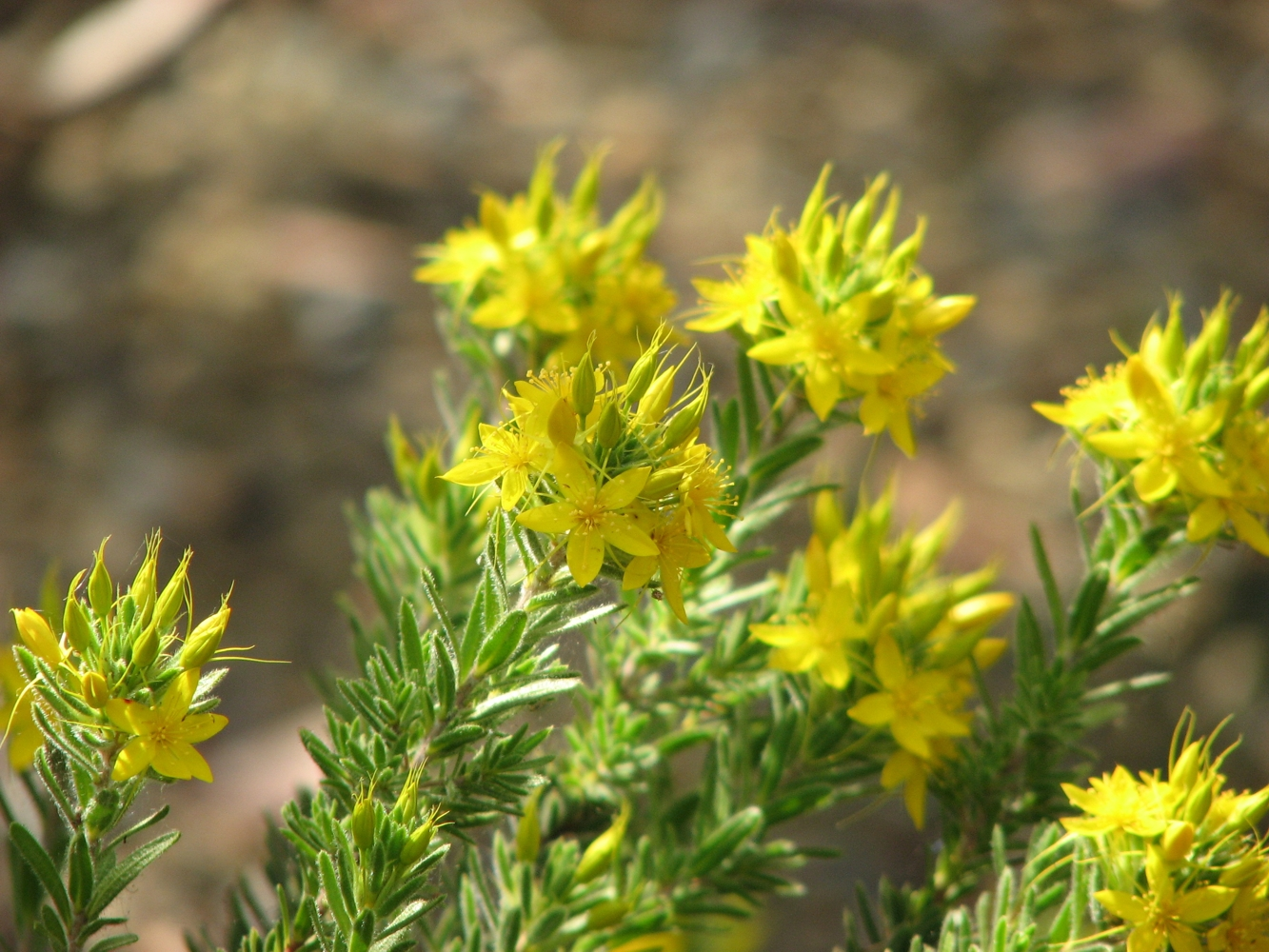
Zweig mit Laubblättern und Blüten von Calytrix aurea

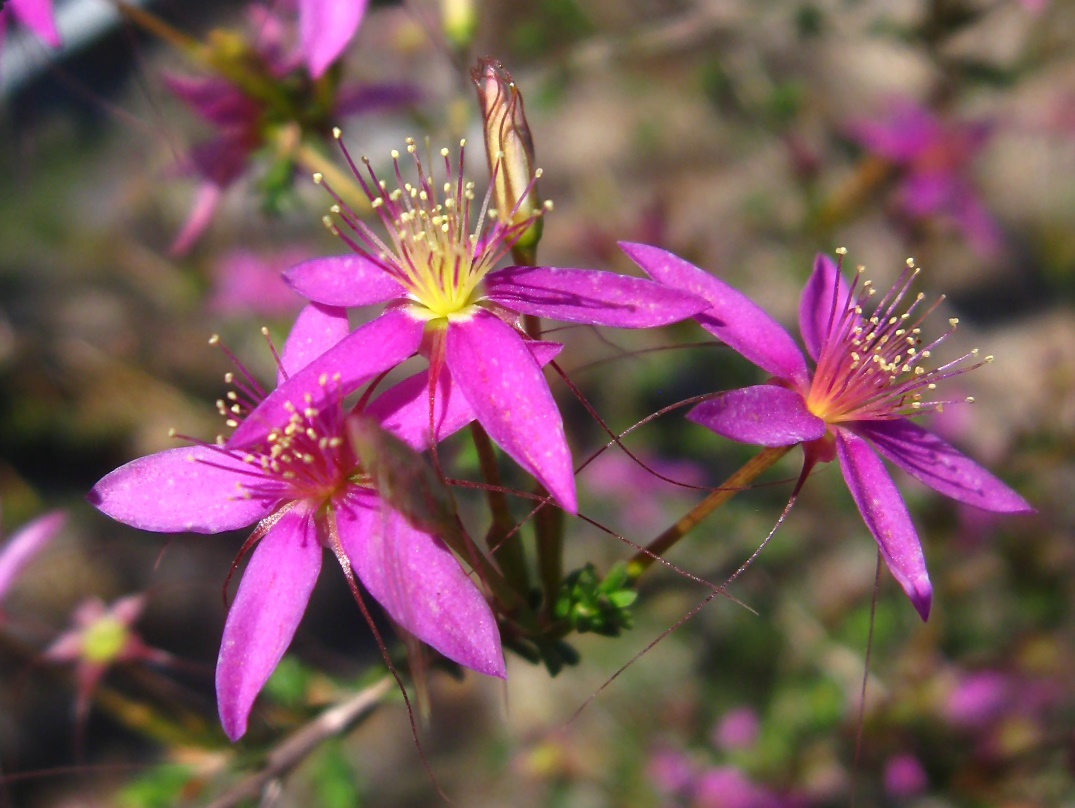
Blüten von Calytrix fraseri

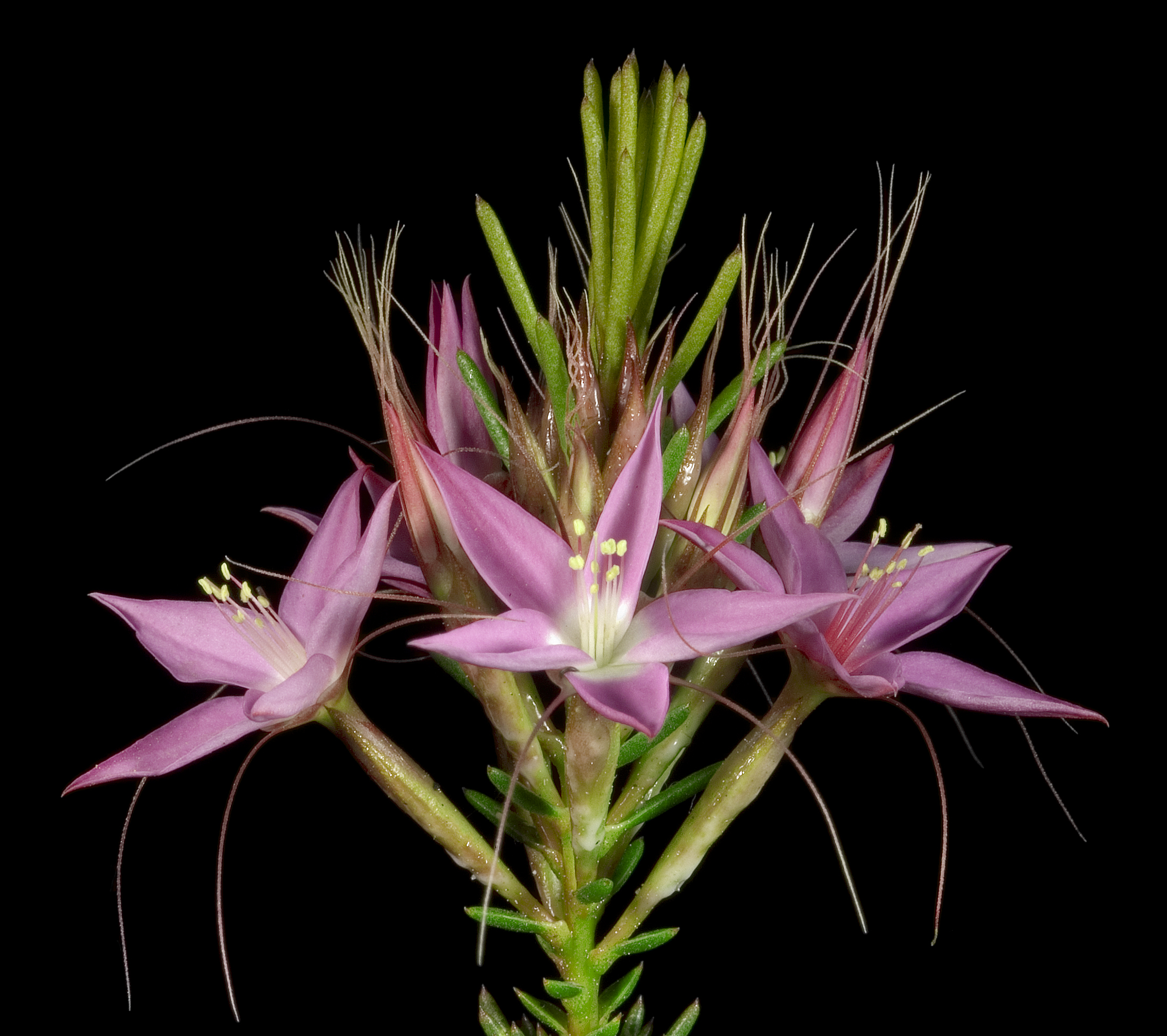
Calytrix glutinosa

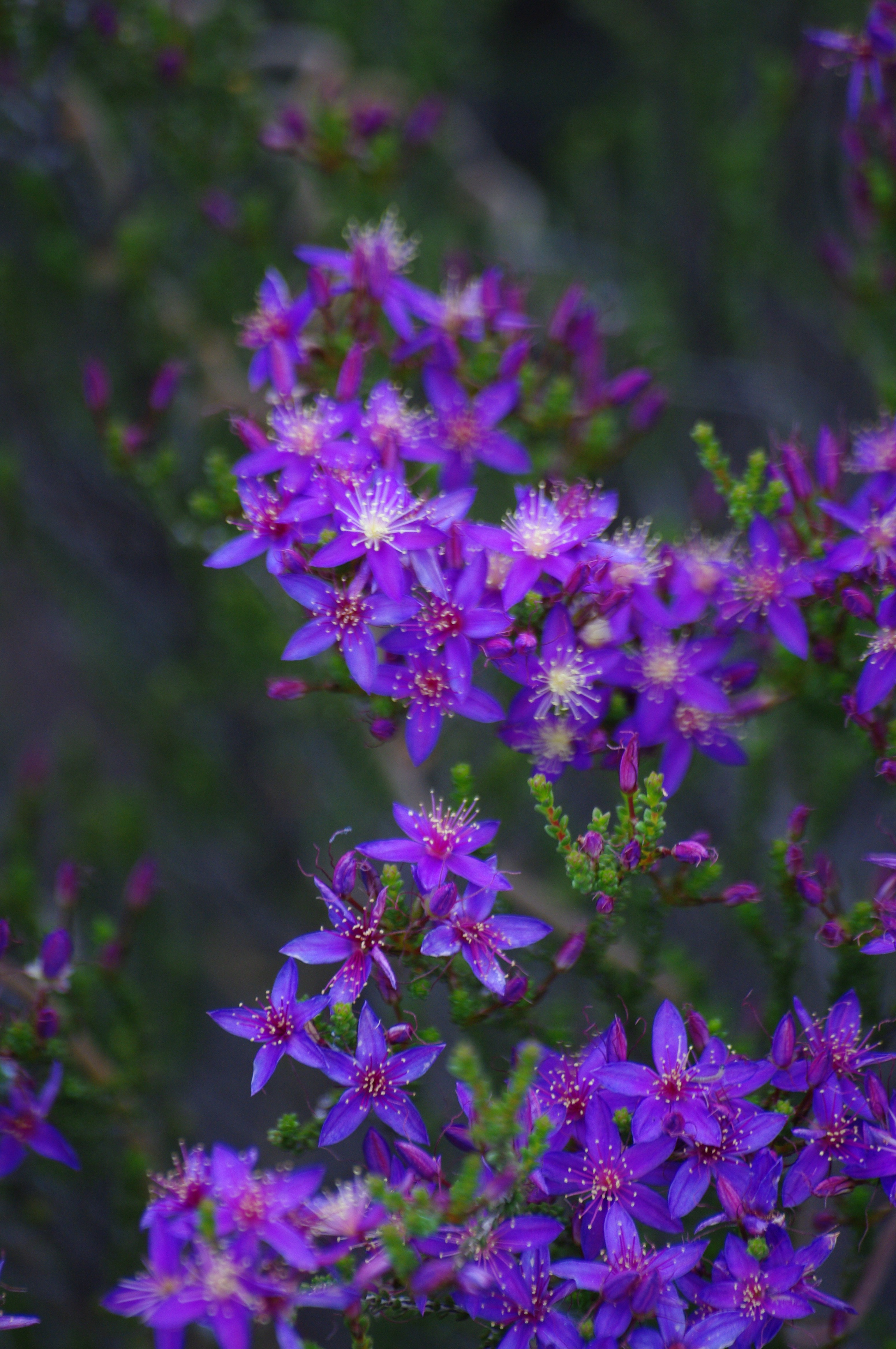
Blüten von Calytrix leschenaultii

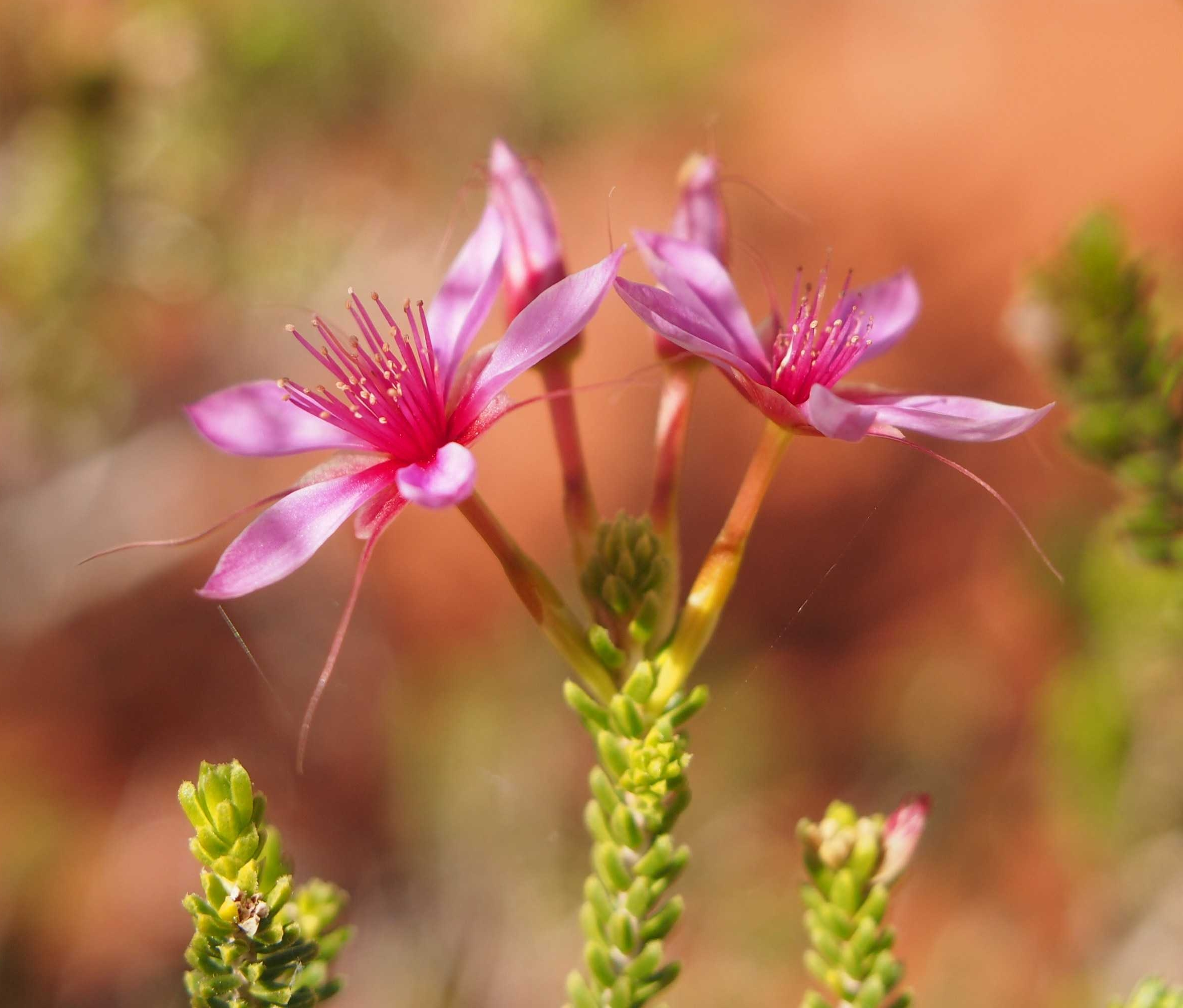
Calytrix longiflora

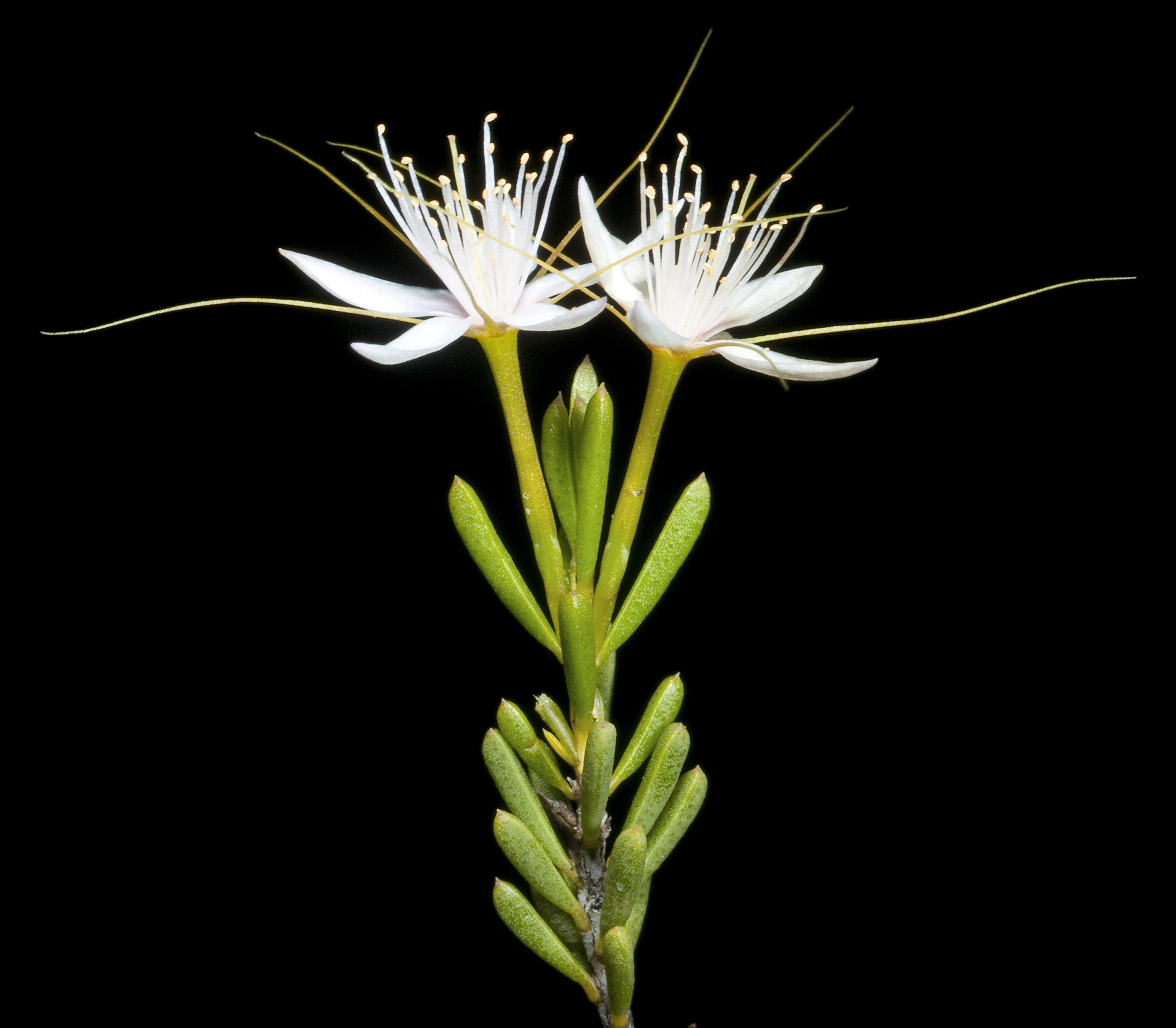
Calytrix praecipua

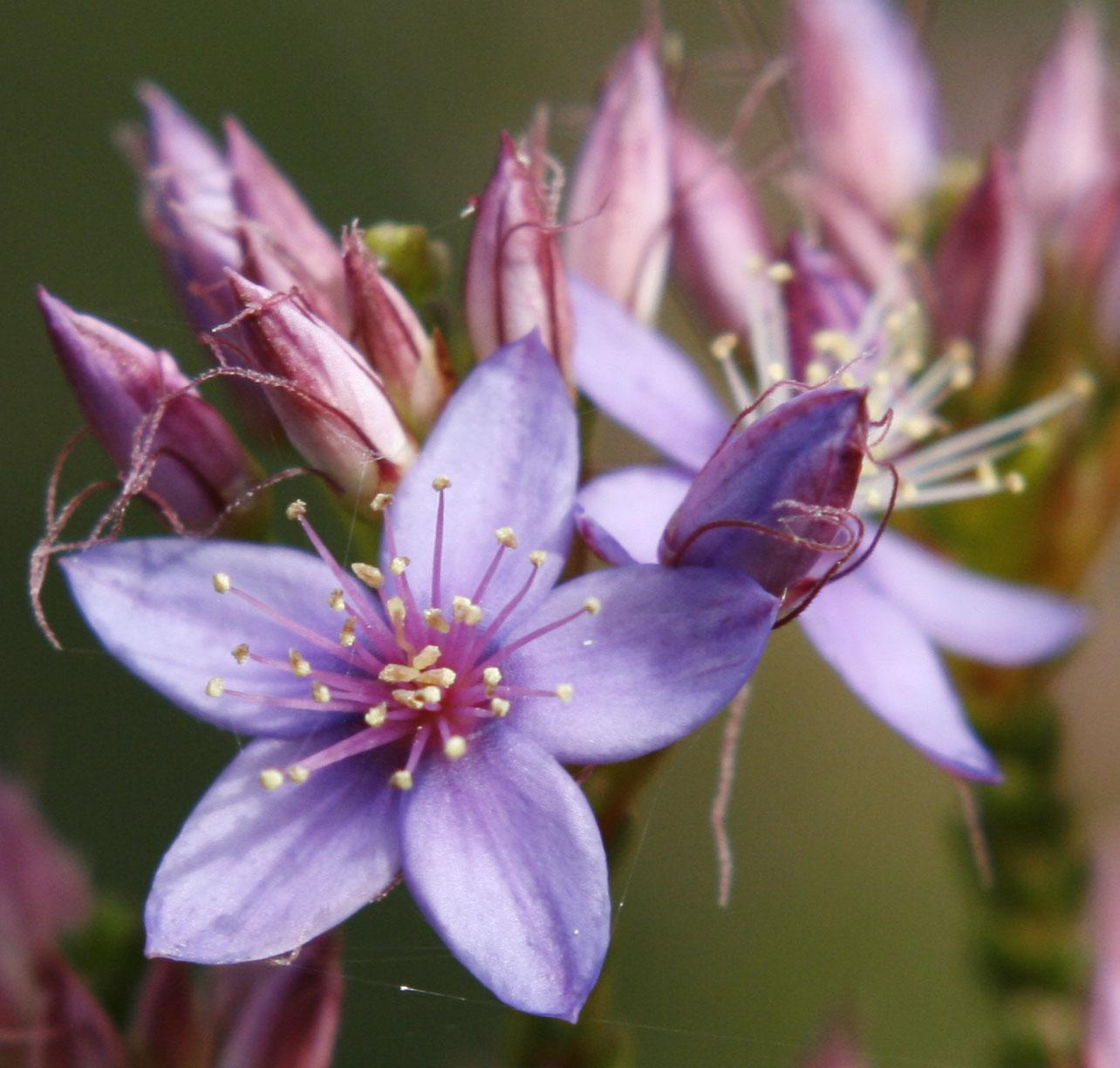
Blüte von Calytrix sapphirina

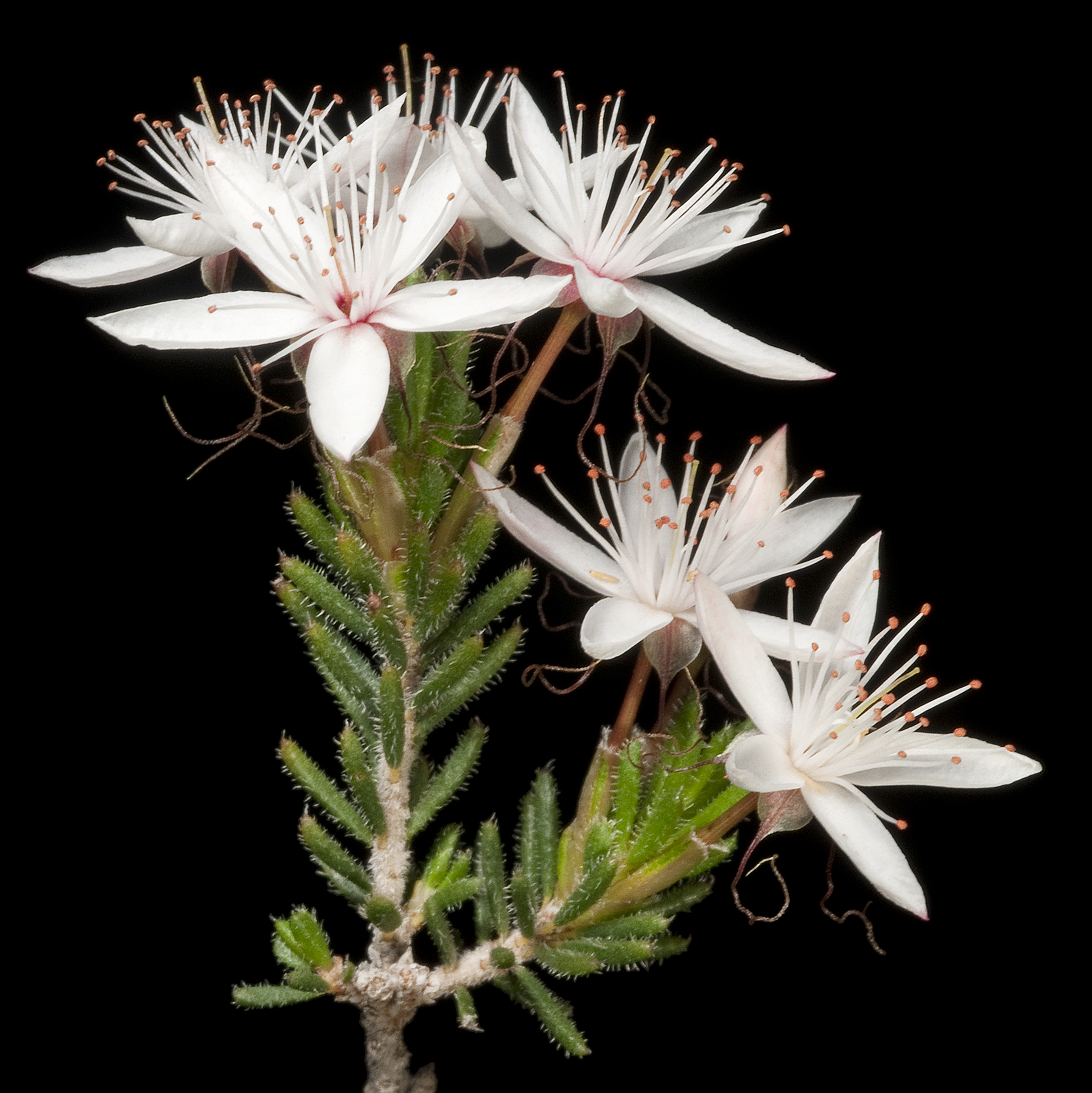
Calytrix tetragona

## Systematik
Die Gattung Calytrix wurde 1806 durch Jacques Julien Houtou de Labillardière in Novae Hollandiae Plantarum Specimen, Volume 2, S. 8, Tafel 146 aufgestellt. Typusart ist Calytrix tetragona. Der Gattungsname Calytrix leitet sich von den griechischen Wörtern kalyx für Kelch und thrix für Haar ab, dies bezieht sich auf die lang spitz zulaufenden Kelchblattenden der ersten bekannten Art Calytrix tetragona. Sie gehört zur Tribus Chamelaucieae in der Unterfamilie Myrtoideae in der Familie der Myrtaceae.
Die letzte Revision der Gattung Calytrix erfolgte 1987 durch Lyn A. Craven, seither wurden regelmäßig neue Arten beschrieben und der Status bisheriger Arten revidiert. Mindestens 90 Calytrix-Arten waren 2022 bekannt, hier mit Angaben zur Verbreitung:
- Calytrix achaeta (F.Muell.) Benth.: Nördliches Australien.[11]
- Calytrix acutifolia (Lindl.) Craven: Westsüdwestliches Western Australia.[11]
- Calytrix alpestris (Lindl.) Court: South Australia.[11]
- Calytrix amethystina Craven: Western Australia.[11]
- Calytrix angulata Lindl.: Südwestliches Australien.[11]
- Calytrix arborescens (F.Muell.) Benth.: Northern Territory.[11]
- Calytrix asperula (Schauer) Benth.: Südwestliches Australien.[11]
- Calytrix aurea Lindl.: Western Australia.[11]
- Calytrix birdii (F.Muell.) B.D.Jacks.: Western Australia.[11]
- Calytrix brachychaeta (F.Muell.) Benth.: Nördliches Australien.[11]
- Calytrix brevifolia (Meisn.) Benth.: Südwestliches Australien.[11]
- Calytrix breviseta Lindl.: Sie kommt mit zwei Unterarten im südwestlichen Australien vor.[11]
- Calytrix brownii (Schauer) Craven: Nördliches Western Australia.[11]
- Calytrix carinata Craven: Australien.[11]
- Calytrix chrysantha Craven: Western Australia.[11]
- Calytrix cravenii Nge & K.R.Thiele: Westsüdwestliches Western Australia.[11]
- Calytrix creswellii (F.Muell.) B.D.Jacks.: Western Australia.[11]
- Calytrix decandra DC.: Western Australia.[11]
- Calytrix decussata Craven: Northern Territory.[11]
- Calytrix depressa (Turcz.) Benth.: Südwestliches Australien.[11]
- Calytrix desolata S.Moore: Western Australia.[11]
- Calytrix divergens Craven: Western Australia.[11]
- Calytrix drummondii (Meisn.) Craven: Western Australia.[11]
- Calytrix duplistipulata Craven: Südwestliches Australien.[11]
- Calytrix ecalycata Craven: Western Australia. Mit drei Unterarten.[11]
- Calytrix eneabbensis Craven: Western Australia.[11]
- Calytrix erosipetala Craven: Western Australia.[11]
- Calytrix exstipulata DC.: Nördliches Australien.[11]
- Calytrix faucicola Craven: Northern Territory.[11]
- Calytrix flavescens A.Cunn.: Südwestliches Australien.[11]
- Calytrix formosa Craven: Western Australia.[11]
- Calytrix fraseri A.Cunn.: Südwestliches Australien.[11]
- Calytrix glaberrima (F.Muell.) Craven: South Australia.[11]
- Calytrix glutinosa Lindl.: Südwestliches Australien.[11]
- Calytrix gomphrenoides M.D.Barrett & Craven: Western Australia.[11]
- Calytrix gracilis Benth.: Südwestliches Australien.[11]
- Calytrix gurulmundensis Craven: Sie kommt nur im südöstlichen Queensland vor und ist von Gurulmundi, Guluguba und Barakula nordwestlich von Toowoomba bekannt. Sie wird als „Vulnerable“ = „gefährdet“ eingestuft.[5]
- Calytrix gypsophila Craven: South Australia.[11]
- Calytrix habrantha Craven: Südwestliches Australien.[11]
- Calytrix harvestiana (F.Muell.) Craven: Western Australia.[11]
- Calytrix hirta  Nge & K.R.Thiele: Südwestliches und südliches South Australia.[11]
- Calytrix hislopii Rye Rye: Western Australia.[11]
- Calytrix inopinata Craven: Northern Territory.[11]
- Calytrix insperata Rye: Western Australia.[12]
- Calytrix involucrata J.M.Black: South Australia.[11]
- Calytrix islensis Craven: Queensland.[11]
- Calytrix leptophylla Benth.: Queensland.[11]
- Calytrix leschenaultii (Schauer) Benth.: Western Australia.[11]
- Calytrix longiflora (F.Muell.) Benth.: Zentrales Australien.[11]
- Calytrix megaphylla (F.Muell.) Benth.: Northern Territory.[11]
- Calytrix merrelliana (F.Muell. & Tate) Craven: Südwestliches Australien.[11]
- Calytrix micrairoides Craven: Northern Territory.[11]
- Calytrix microcoma Craven: Queensland.[11]
- Calytrix mimiana Craven: Northern Territory.[11]
- Calytrix nematoclada Craven: Südwestliches Australien.[11]
- Calytrix oldfieldii Benth.: Südwestliches Australien.[11]
- Calytrix oncophylla Craven: Western Australia.[11]
- Calytrix parvivallis Craven: Western Australia.[11]
- Calytrix patrickiae Rye: Western Australia.[11]
- Calytrix paucicostata Craven: Western Australia.[11]
- Calytrix pimeleoides C.A.Gardner ex Keighery: Western Australia.[11]
- Calytrix platycheiridia Craven: Western Australia.[11]
- Calytrix plumulosa (F.Muell.) B.D.Jacks.: Südwestliches Australien.[11]
- Calytrix praecipua Craven: Western Australia.[11]
- Calytrix pulchella (Turcz.) B.D.Jacks.: Südwestliches Australien.[11]
- Calytrix purpurea (F.Muell.) Craven: Western Australia.[11]
- Calytrix retrorsifolia Nge & Keighery: Die 2017 erstbeschriebene Art kommt in Western Australia vor.[11]
- Calytrix rupestris Craven: Northern Territory.[11]
- Calytrix sagei Rye: Western Australia.[11]
- Calytrix sapphirina Lindl.: Südwestliches Australien.[11]
- Calytrix similis Craven: Südwestliches Australien.[11]
- Calytrix simplex Lindl.: Mit zwei Unterarten:[11]
  - Calytrix simplex subsp. simplex: Südwestliches Australien.[11]
  - Calytrix simplex subsp. suboppositifolia Craven: Südwestliches Australien.[11]
- Calytrix smeatoniana (F.Muell.) Craven: South Australia.[11]
- Calytrix strigosa A.Cunn.: Westliches und westsüdwestliches Western Australia.[11]
- Calytrix superba C.A.Gardner & A.S.George: Western Australia.[11]
- Calytrix surdiviperana Craven: Northern Territory.[11]
- Calytrix sylvana Craven: Western Australia.[11]
- Calytrix tenuiramea (Turcz.) Benth.: Südwestliches Australien.[11]
- Calytrix tetragona Labill. (Syn.: Calytrix glabra R.Br., Calytrix scabra DC., Calytrix ericoides A.Cunn., Calytrix brunioides A.Cunn., Calytrix pubescens G.Don, Calytrix sullivanii (F.Muell.) B.D.Jacks.): Western Australia, South Australia, Queensland.[11]
- Calytrix truncatifolia Craven: Nordwestliches Western Australia.[11]
- Calytrix uncinata Craven: Western Australia.[11]
- Calytrix variabilis Lindl.: Südwestliches Australien.[11]
- Calytrix verruculosa Craven: Western Australia.[11]
- Calytrix verticillata Craven: Northern Territory.[11]
- Calytrix violacea (Lindl.) Craven: Südwestliches Australien.[11]
- Calytrix viscida Rye: Western Australia.[11]
- Calytrix warburtonensis Craven: Western Australia.[11]
- Calytrix watsonii (F.Muell. & Tate) C.A.Gardner: Western Australia.[11]
- Calytrix djinda Keighery & Rye[10]
- Calytrix mucronulata K.R.Thiele[10]
- Calytrix ryeae K.R.Thiele[10]

## Nutzung
Calytrix tetragona wird wegen ihrer attraktiven Blüten und Früchte als Zierpflanze verwendet.